# Nullarbor

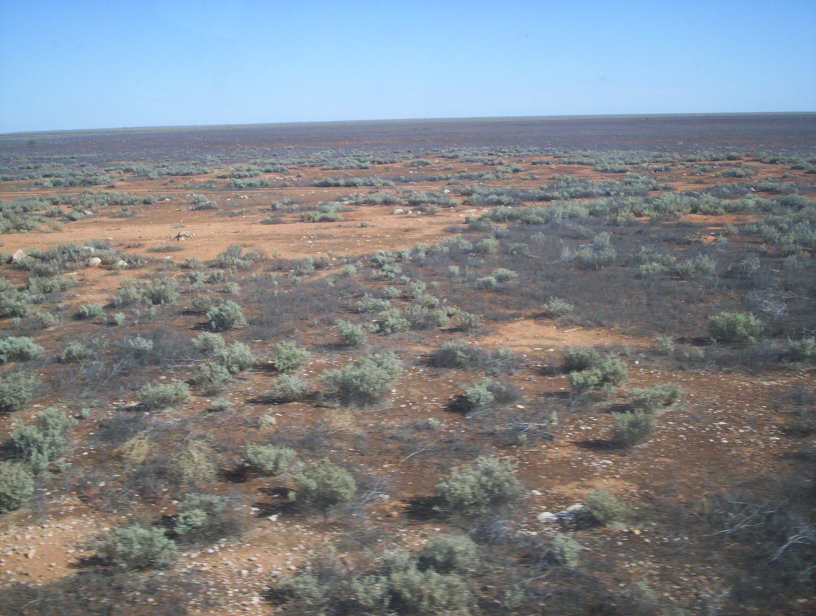
Jižní okraj planiny Nullarbor

Nullarbor (anglicky Nullarbor Plain) je pouštní oblast v jižní Austrálii. Zabírá přes 200 000 km². Její větší část se nachází na území státu Západní Austrálie, menší pak na území Jižní Austrálie. Název oblasti pochází z latinských slov nullus arbor, což znamená žádný strom.
Poušť je známa nejdelším rovným železničním úsekem na světě.

## Charakteristika
Nullarbor je největší vápencová oblast na světě. Kromě svých okrajů je prakticky bez vegetace. Oblast je také prakticky bez obyvatelstva – nachází se zde pouze několik farem a osad podél železniční tratě a silnice.
Poušť je charakteristická svým naprosto rovným povrchem. Její část je chráněna jako národní park.

### Doprava
Při jejím jižním okraji prochází z východu na západ australská národní silnice A1 (Eyre Highway). Stejným směrem, ale napříč pouští, vede železnice spojující města Kalgoorlie v Západní Austrálii a Port Augusta v Jižní Austrálii.

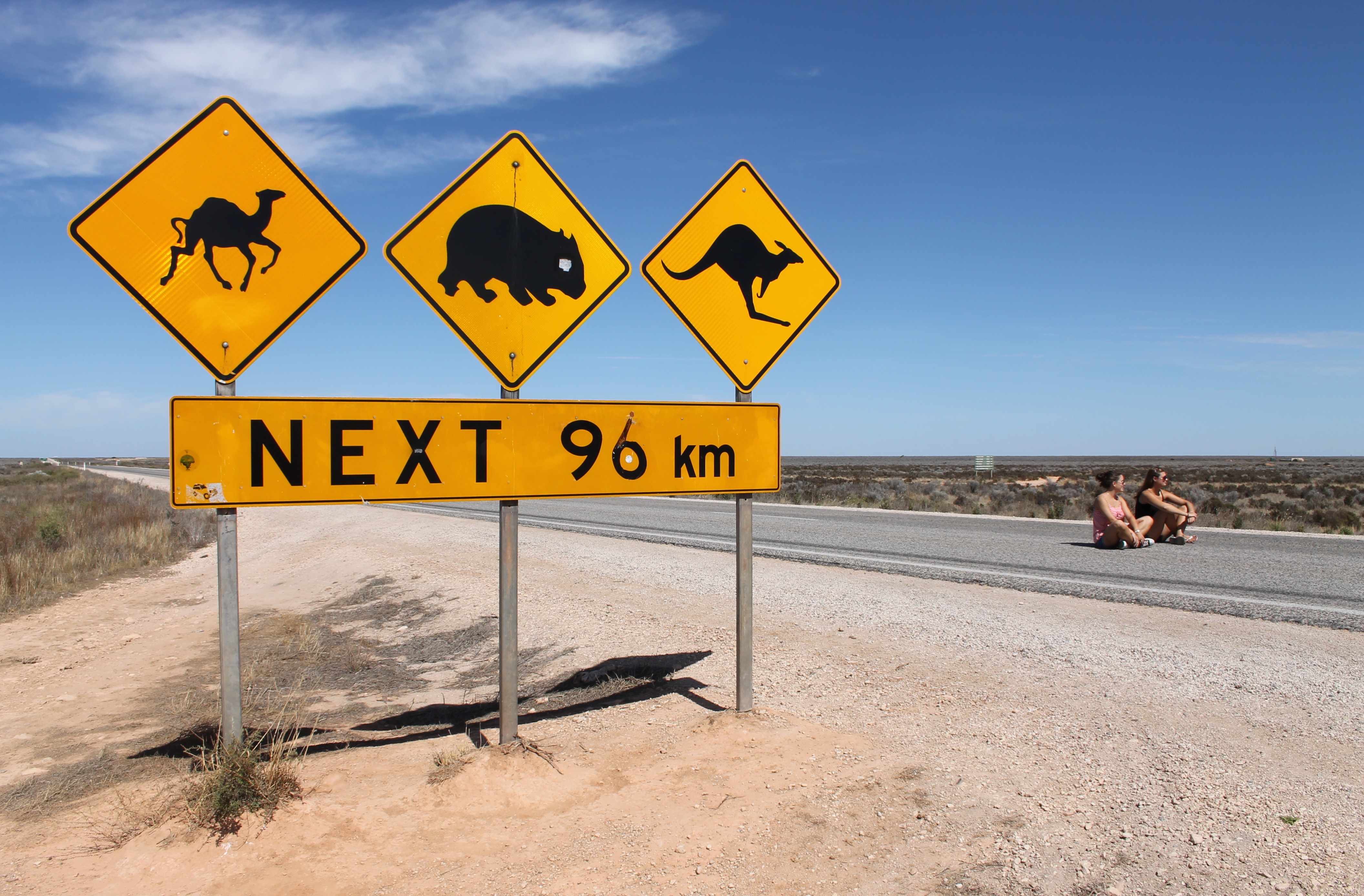
Silnice A1 v Jižní Austrálii

Díky naprosto rovnému povrchu se zde nalézá nejdelší rovný železniční úsek na světě – 477 km – a nejdelší rovný úsek silnice v Austrálii – 142 km.

### Naleziště meteoritů
Nullarbor je stejně jako ostatní rovné pouště velmi vhodná k hledání meteoritů, které jsou díky suchému klimatu velmi dobře zachované. Nejvíce meteoritů bylo nalezeno v okolí osady Mundrabilla. Úlomky největšího z nich – meteoritu Cook 007 – vážily dohromady 100 kg.
Proto zde pracovníci Astronomického ústavu Akademie věd České republiky pod vedením Pavla Spurného ve spolupráci s anglickými astronomy z Imperial College London zřídili australskou bolidovou síť.
Od roku 2008 má celkem 4 stanice vybavené automatickými bolidovými kamerami, které zaznamenávají meteory a bolidy v atmosféře.

## Zajímavost
V poušti Nullarbor žijí stáda divokých velbloudů. Jde o potomky arabských velbloudů, kteří sem byli dovezeni v druhé polovině 19. století jako vhodná zvířata pro dopravu v pouštních oblastech.